# Ipomoea pulcherrima
Ipomoea pulcherrima là một loài thực vật có hoa trong họ Bìm bìm. Loài này được Ooststr. mô tả khoa học đầu tiên năm 1933.